# 2004 カンピオナート・ブラジレイロ・セリエA
2004 カンピオナート・ブラジレイロ・セリエA（第34回ブラジル全国サッカー1部リーグ）は、2004年4月 - 12月にかけて、24チーム参加・46節のホーム・アンド・アウェー方式によって行われたリーグ戦である。
リーグ戦は2003年のセリエB（2部）で上位2位までに入ったパルメイラスとボタフォゴを加えた24チームで行い、下位4チームが2005年のセリエBに降格し、代わってセリエBから上位2チームが1部昇格の権利を得るという方式を行った。

## 最終順位
1. サントス (89)
2. アトレチコ-PR (86)
3. サンパウロ (82)
4. パルメイラス (79)
5. コリンチャンス (74)
6. ゴイアス (72)
7. ジュベントゥージ (70)
8. インテルナシオナル (67)
9. フルミネンセ (67)
10. ポンチ・プレッタ (64)
11. フィゲイレンセ (67)
12. コリチーバ (62)
13. クルゼイロ (56)
14. パイサンドゥ (56)
15. パラナ (54)
16. ヴァスコ・ダ・ガマ (54)
17. フラメンゴ (54)
18. サンカエターノ (53)
19. アトレチコ-MG (53)
20. ボタフォゴ (51)
21. クリシューマ (50)
22. グアラニ (49)
23. ヴィトーリア (48)
24. グレミオ (39)

## 南米カップ戦出場権
- リーグ戦1-4位までにコパ・リベルタドーレス2005の出場権獲得（同大会ではブラジルから5チームの出場枠があるが、もう1チームはコパ・ド・ブラジルを優勝したサント・アンドレ＜セリエAは出場せず＞が獲得）。
- 5-9位の入賞クラブと前回の大会成績などから1位のサントス、3位のサンパウロ、13位のクルゼイロの都合8チームはコパ・スダメリカーナ2005の出場権を獲得した。

## 降格チーム
リーグ戦の下位4チームについては2005年度のセリエB（2部）降格が決定した。

## その他
サンカエターノは、同年10月27日に行われたサンパウロとの試合で、パウロ・セルジオ・オリヴェイラ・ダ・シルバが試合中の心臓発作により急逝したことを受けその管理上の問題点から勝ち点24（8勝相当分）を減点される処罰を受けた。